# Hiện tượng quan sát thấy UFO ở Trung Quốc
Đây là danh sách những trường hợp được cho là đã nhìn thấy vật thể bay không xác định hoặc UFO ở Trung Quốc.

## 1994
Sự kiện Mạnh Chiếu Quốc ám chỉ cuộc tiếp xúc cự ly gần loại thứ ba, do một người đàn ông cùng tên trải qua, được cho là diễn ra ở núi Phượng Hoàng ở Vũ Xương, Hắc Long Giang. Năm 1994, ông kể lại rằng chính mình và một người họ hàng đã đi theo thứ mà ông ấy nghĩ là bóng thám không sau khi họ vừa nhìn thấy một vật thể màu trắng, sáng lấp lánh rơi xuống núi Phượng Hoàng. Ngày 7 tháng 6 cùng năm, một vật thể lớn màu trắng đã hạ cánh xuống một trang trại. Hai ngày sau, khi toán công nhân đến đây điều tra, Mạnh bị một luồng ánh sáng cực mạnh làm cho bất tỉnh.
Sau cuộc tiếp xúc đầu tiên, Mạnh cho biết ông đang bị những sinh vật lạ quấy rầy liên tục và trình báo rằng mình đã bị đưa lên tàu vũ trụ của họ và buộc phải quan hệ tình dục. Ông còn kể rằng vào đêm ngày 16 tháng 7, nhóm sinh vật lạ liền bắt cóc ông ra khỏi nhà và cho xem những bức ảnh về Sao Mộc mà họ tuyên bố đây chính là thế giới quê hương của mình.
Câu chuyện của Mạnh Chiếu Quốc được Câu lạc bộ Tín đồ Đam mê UFO tại Đại học Vũ Hán xác minh trong suốt năm 1997. Họ kết luận rằng mặc dù cuộc tiếp xúc ban đầu có thể đã xảy ra, nhưng các sự kiện về sau theo bản tường trình gần như chắc chắn là sai sự thật. Tuy vậy, các nhóm UFO khác ở Trung Quốc lại kết luận rằng lời kể của ông ấy đúng sự thật.

## 2010
Ngày 7 tháng 7 năm 2010, giới chức hàng không đã phát hiện một vật thể bay không xác định phía trên Sân bay quốc tế Tiêu Sơn Hàng Châu gần Hàng Châu, Trung Quốc. Sân bay đã này liền bị đóng cửa do vụ chứng kiến UFO này. Một cuộc điều tra cho thấy chẳng có tấm ảnh radar nào nghi là UFO không được chụp gần sân bay và kết luận rằng đó có thể là một chiếc máy bay, có thể là loại máy bay quân sự.